# Paralisações do governo dos Estados Unidos
Nos Estados Unidos, as paralisações governamentais ocorrem quando a legislação de financiamento necessária para financiar o governo federal não é promulgada antes do início do próximo ano fiscal. Numa paralisação, o governo federal restringe as atividades e serviços das agências, cessa operações não essenciais, dispensa trabalhadores não essenciais e mantém apenas funcionários essenciais em departamentos que protegem a vida humana ou a propriedade. As paralisações também podem perturbar os níveis de governo estadual, territorial e local.
Os mais significativos incluem a paralisação de 21 dias entre 1995 e 1996, durante a administração de Bill Clinton, devido à oposição a grandes cortes de gastos; a paralisação de 16 dias em 2013, durante a administração Barack Obama, causada por uma disputa sobre a implementação do Affordable Care Act (ACA); e o mais longo, a paralisação de 35 dias de 2018-2019, durante a administração de Donald Trump, causado por uma disputa sobre a expansão de barreiras na fronteira EUA-México.
As paralisações perturbam os serviços e programas governamentais e fecham parques e instituições nacionais. Elas reduzem as receitas do governo porque as taxas são perdidas enquanto pelo menos alguns funcionários dispensados recebem pagamentos atrasados. Elas reduzem o crescimento econômico. Durante a paralisação de 2013, a Standard & Poor's, a agência de classificação financeira, disse em 16 de outubro que a paralisação "até o momento retirou US$ 24 bilhões da economia" e "reduziu pelo menos 0,6% do crescimento anualizado do PIB do quarto trimestre de 2013".

## Governo federal

### Efeitos

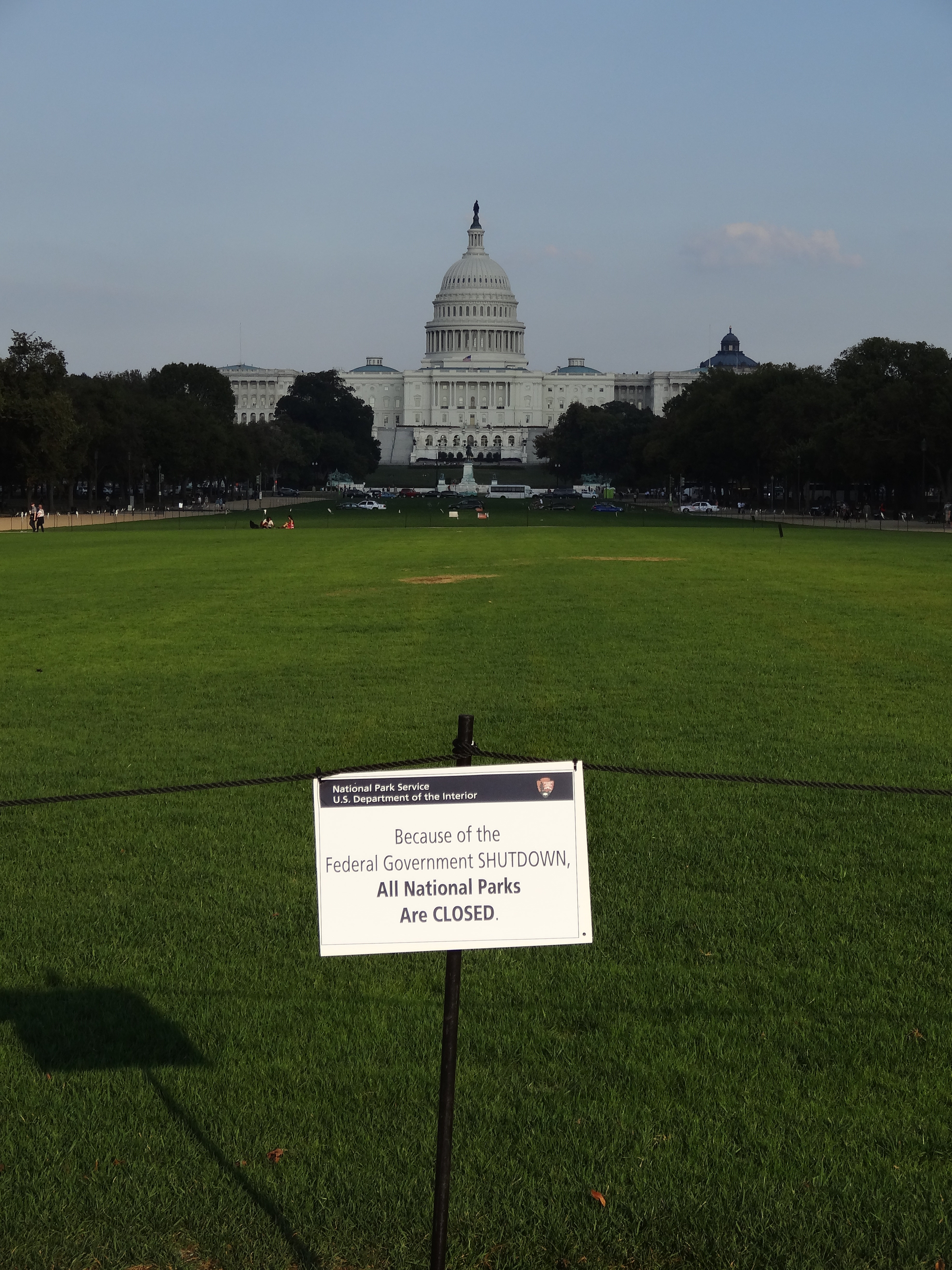
Unidades do Sistema de Parques Nacionais foram fechadas durante a paralisação do governo federal em 2013. Aqui é mostrado o National Mall.

Embora as paralisações do governo antes de 1995-1996 tenham tido efeitos muito moderados, uma paralisação total do governo federal faz com que um grande número de funcionários federais civis seja dispensado. Esses funcionários estão proibidos até mesmo de verificar seus e-mails, uma proibição que algumas agências aplicam ao coletar dispositivos eletrônicos emitidos pelo governo durante o período de paralisação.
Devido ao tamanho da força de trabalho do governo, os efeitos de uma paralisação podem ser vistos nos dados macroeconômicos. Durante a paralisação de 2013, por exemplo, 800.000 funcionários foram bloqueados, o pagamento foi adiado para 1,3 milhão de trabalhadores, a confiança no mercado de trabalho diminuiu durante um mês, e o crescimento do PIB desacelerou 0,1–0,2%. A perda de PIB é uma soma maior do que teria custado para manter o governo funcionando.
Os efeitos completos de uma paralisação são muitas vezes obscurecidos pela falta de dados, que não podem ser recolhidos enquanto serviços governamentais específicos estão fechados.
Alguns efeitos do encerramento são difíceis de medir e podem perdurar posteriormente, tais como estudos científicos destruídos, falta de investimentos e custos de manutenção diferidos.

#### O que permanece funcionando
- "Pessoal de emergência" continua a ser empregado, incluindo militares da ativa (Título 10), agentes federais de aplicação da lei, médicos e enfermeiros que trabalham em hospitais federais e controladores de tráfego aéreo.[15]
- Os membros do Congresso continuam a ser remunerados, porque a sua remuneração não pode ser alterada, exceto por lei direta.[16]
- A entrega de correspondência não é afetada porque é autofinanciada e os fundos não são apropriados pelo Congresso.[17]
- Alguns escritórios, como o Escritório de Marcas e Patentes, podem contar com reservas operacionais para permanecerem abertos por alguns meses.[18]
- Às vezes, o governo municipal de Washington, DC permanece aberto. Por exemplo, durante a paralisação de 2013, a cidade permaneceu aberta porque o prefeito Vincent C. Gray declarou que todo o governo municipal era essencial.[19]

#### O que fica fechado
- Para o Departamento de Defesa, pelo menos metade da força de trabalho civil e os técnicos militares em tempo integral e com status duplo na Guarda Nacional dos EUA e nos guardas tradicionais (aqueles com status do Título 32) estão dispensados e não são pagos enquanto a paralisação estiver em vigor.[20][21]
- Os programas que são financiados por leis que não sejam leis de dotações anuais (como a Segurança Social) também podem ser afetados por uma lacuna de financiamento, se a execução do programa depender de atividades que recebam anualmente o financiamento apropriado.[22]